# Dmitrij Fofonov

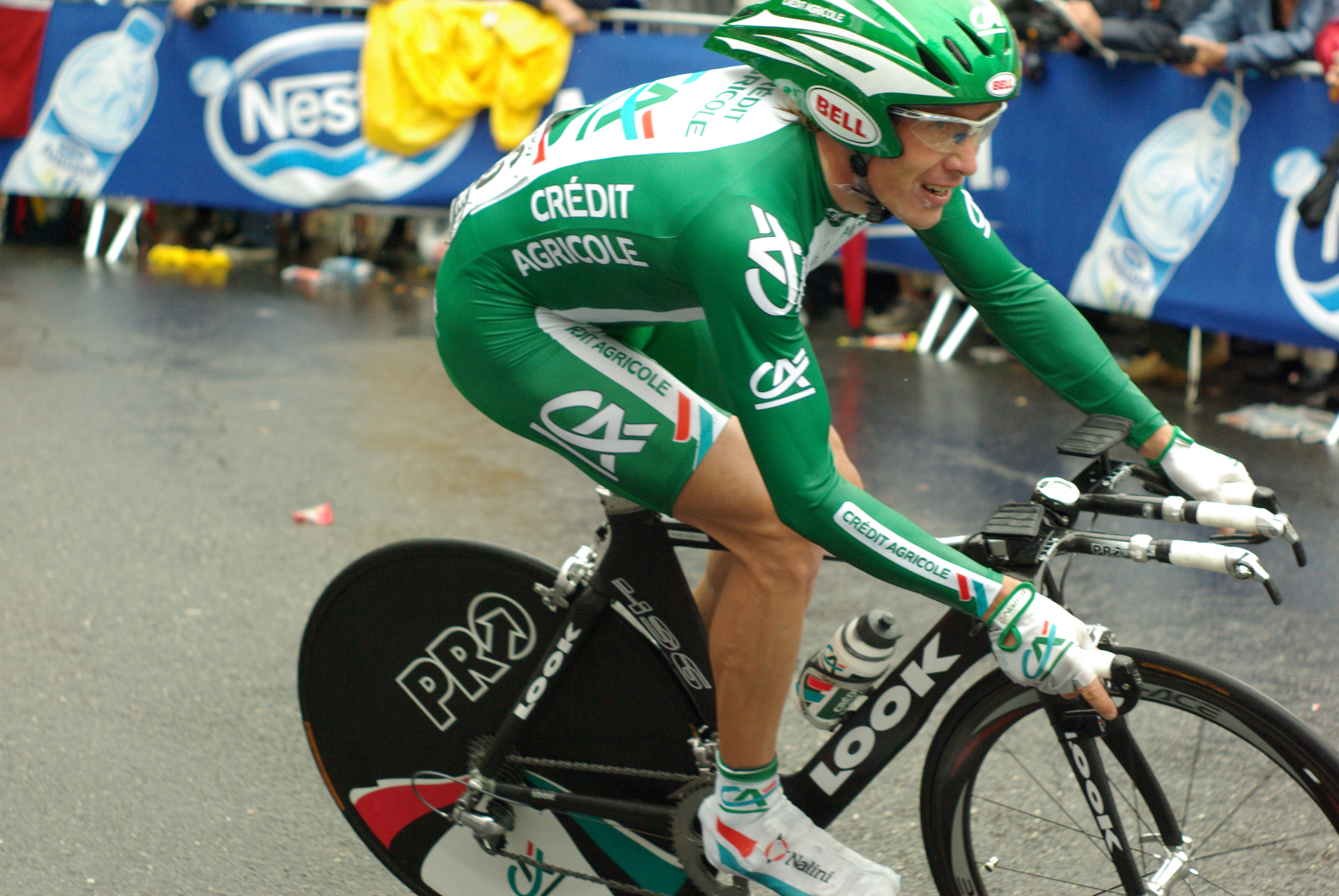
Dmitrij Fofonov i farten under 2007 års Tour de France.

Dmitrij Fofonov (ryska: Дмитрий Фофонов), född 15 augusti 1976 i Almaty, är en rysk-kazakisk professionell tävlingscyklist. Han blev professionell 1999 med Collstrop-De Federale Verzekeringen efter att ha varit stagiaire med stallet under slutet av 1998. Han hade med andra ord fått prova på att vara professionell. 2006–2008 tävlade Fofonov för det franska UCI ProTour-stallet Crédit Agricole. Från och med 2010 tävlar han för Astana Team.

## Karriär
Dmitrij Fofonov vann etapp sju på Katalonien runt 2002. Han är tvåfaldig kazakisk sprintmästare. Under säsongen 2008 vann kazaken etapp 7 av det franska etapploppet Critérium du Dauphiné Libéré strax framför belgaren Jurgen Van de Walle och ryssen Yuri Trofimov.
Efter etapp 18 på Tour de France 2008 lämnade Fofonov ett positivt dopningstest med heptaminol, ett ämne som anses vara hjärtmuskelstimulerande och kärlvidgande, och som används för att bekämpa hjärtsjukdomar, men också kramper. Han slutade på 19:e plats i Tour de France det året. Efter det positiva dopningstestet sparkade det franska stallet Crédit Agricole kazaken. Enligt stallets ägare Roger Legeay hade Fofonov köpt produkterna på internet för att lindra kramper och "glömt att berätta det för stallets läkare". Fofonov blev avstängd av den franska cykelfederationen under tre månader "för vårdslöshet" i oktober, vilket inte inkluderade vinterledigheten utan då säsongen återigen började i mitten av januari.
I april 2009 vann Fofonov etapp 3 av den mindre tävlingen Tour du Loir-et-Cher 'E. Provost'. En månad senare slutade han trea på etapp 4 av Tour of Japan. Han slutade även tvåa på etapp 6 av Tour of Japan bakom Jack Bobridge. I slutet av Tour of Japan stod det klart att kazaken låg trea i slutställningen bakom spanjoren Sergio Pardilla och sydkoreanen Hyo-Suk Gong. Efter tävlingen stannade han kvar i Japan och körde en tävling kallad Kumano, där han slutade på tredje plats i slutställningen bakom landsmannen Valentin Iglinskij och japanen Shinri Suzuki. Under tävlingen slutade han på andra plats på etapp 1 bakom Iglinskij.
Fofonov tog guldmedalj i de kazakiska nationsmästerskapens linjelopp 2009 framför Maksim Gurov och Dmitrij Gruzdev. Han tog också fjärde platsen i tävlingens tempolopp bakom Andrej Mizurov, Roman Kirejev och Andrej Zejts. På Tour de Qinghai Lakes femte etapp slutade kazaken på tredje plats bakom Valentin Iglinskij och Jure Kocjan. På etapp 7 av den kinesiska tävlingen slutade han tvåa bakom Jure Kocjan. Fofonov vann även de asiatiska mästerskapens linjelopp framför landsmännen Aleksandr Vinokurov och Valentin Iglinskij.

## Meriter
1998
Kazakisk sprintmästare
1:a, Kina runt
1:a, etapp 15, Commonwealth Bank Classic
2000
Kazakisk sprintmästare
1:a, Zellik-Galmaarden
2001
57:a, Vuelta a España
4:a, etapp 17
2002
14:e, Katalonien runt
1:a, Etapp 7
2004
4:a, Züri Metzgete
87:a, Tour de France 2004
3:a, etapp 18
2005
4:a, Nationsmästerskapens linjelopp
89:a, Giro d'Italia 2005
4:a, etapp 16
2006
20:e, Paris–Nice
32:a, Vuelta a España
2:a, etapp 19
2007
16:e, Dauphiné Libéré
2008
Etapp 7, Dauphiné Libéré
2009
Etapp 3, Tour du Loir-et-Cher 'E. Provost'
 Nationsmästerskapens linjelopp
Astiatiska mästerskapens linjelopp
2:a, etapp 6, Tour of Japan
2:a, etapp 1, Kumano
2:a, etapp 7, Tour de Qinghai Lake
3:a, Tour of Japan
3:a, etapp 4, Tour of Japan
3:a, Kumano
3:a, etapp 5, Tour de Qinghai Lake

## Stall
- Collstrop-De Federale Verzekeringen 1998–1999
- Besson Chaussures 2000
- Cofidis 2001–2005
- Crédit Agricole 2006–2008
- Astana Team 2010–